# Skitch Henderson
Pour les articles homonymes, voir Henderson.
Skitch Henderson, né Lyle Russell Cedric Henderson le 27 janvier 1918 et mort le 1er novembre 2005, est un pianiste, un chef d’orchestre et un compositeur anglo-américain. Né anglais à Birmingham (Royaume-Uni), il rejoint les États-Unis durant les années 1930.